# 許彦
許 彦（きょ げん、生年不詳 - 441年）は、北魏の太武帝の寵臣。字は道謨、小字は嘉屯。本貫は高陽郡新城県。

## 経歴
後燕の高陽郡太守の許茂の孫にあたる。幼くして父を失い、貧家にあって成長した。読書を好んで、後に沙門の法叡に易の学問を受けた。太武帝の初年に宮中に召されて、卜筮をもって帝の側近に仕え、謀議に参与した。散騎常侍の位を受け、博陵侯の爵位を受けた。その性格は慎み深く、宮中の密事を漏らさなかったので、このため太武帝に親しく待遇された。武昌公の爵位を受け、安東将軍・相州刺史に任じられた。相州で賄賂を受け、法律に違反することが多かったため、太武帝に叱責された。しかし腹心の近臣として、罪に問われなかった。441年（太平真君2年）、死去した。諡は宣公といった。

## 子女
- 許熙（字は徳融、武昌公、中書郎、早逝）
- 許龍（趙郡太守）
- 許宗之（高郷侯、殿中尚書、鎮東将軍・定州刺史、潁川公）

## 伝記資料
- 『魏書』巻46 列伝第34
- 『北史』巻26 列伝第14